# The Faceless

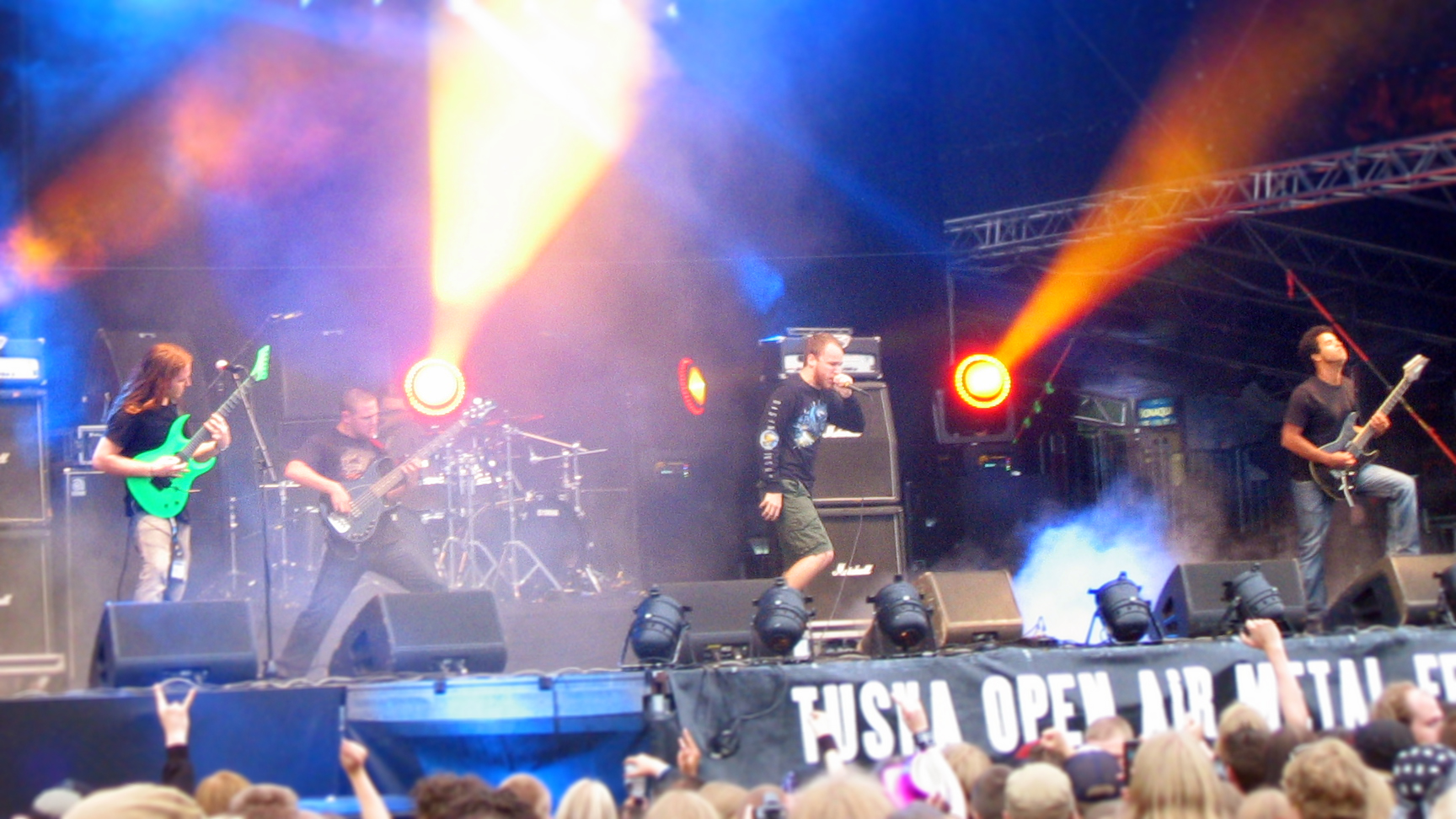
The Faceless în 2009

The Faceless este o formație de Technical Death Metal din cartierul Encino din Los Angeles, California. Primul lor album - intitulat Akeldama - a fost lansat în noiembrie 2006. Succesul lor a venit cu apariția albumului al doilea numit Planetary Duality, care a fost lansat in 2008 prin Sumerian Records. (În Europa prin Life Force Records).

## Istorie
Formația The Faceless a fost înființată în Encino, California de chitaristul Michael Keene și basistul Brandon Giffin în 2004. Albumul de debut, Akeldama, a fost lansat în 2006 prin Sumerian Records. După multe turnee internationale cu formatie celebre cum ar fi Nile, Decapitated sau Meshuggah, formația s-a atasat de genul muzical „technical deathcore" si au creat unul dintre cele mai bune albume de „technical death metal", numit Planetary Duality care a fost lansat în 2008 prin Sumerian Records (international) si prin LifeForce Records (Germania). Bateristul Brett Batdorf a părăsit formația în timpul înregistrării albumului Akeldama. Piesa instrumentală „Akeldama” a fost înregistrată de fostul baterist Nick Pierce. După câteva schimbări de bateriști, The Faceless au decis în cele din urmă pe Lyle Cooper.
The Faceless au anunțat in 2010 prin intermediul paginii lor de MySpace că au găsit un nou basist - Jarrad Lander - după plecarea lui Brandon Giffin. In primavara 2011 a fost inlocuit de Evan Brewer. (ex-Animosity). In mai 2011, cantaretul Derek Rydquist s-a despartit de formatie. Scurt timp după aceea, Geoffrey Ficco a devenit noul solist, iar in primavara anului 2012, chitaristul Steve Jones a fost inlocuit de chitaristul Wes Hauch.
Noul album se numeste "Autotheism" si se va lansa pe 14.08.2012 prin Sumerian Records.
In 2013, tobistul Lyle Cooper a fost inlocuit de Alex Rudinger (Ex-The HAARP Machine, Threat Signal).

## Membrii
Actual
- Michael "Machine" Keene – Chitară, Clean Vocals, Vocoder (din 2004)
- Justin McKinney - Chitara (din 2015)
- Ken Sorceron (Abigail Williams) - Vocea Principala (din 2017)

Fosti
- Steve Jones – Chitară, (2004-2012)
- Evan Brewer - Bas, (2011-2014)
- Geoffrey Ficco - Vocea Principala, (2011-2014)
- Alex Rudinger - Drums (2013-2014)
- Wes Hauch - Chitara (2012-2014)
- Lyle Cooper – Baterie, (2007-2013)
- Derek "Demon Carcass" Rydquist – Voce (2006-2011)
- Jared Lander - Chitară bas (2010-2011)
- Brandon Giffin – Chitară bas (2004-2010)
- Michael Sherer – Pian (2005-2006)
- Bret Batdorf – Baterie (2004-2006)
- Nick Pierce – Baterie (2006)
- Elliott Sellers – Baterie (2006)
- Marco Pitruzzella – Baterie (2006)

Sesiuni
- Mica Maniac – Voce (live-Session)
- Tara Keene – Voce (Akeldama)
- Navene Koperwies – Baterie (Akeldama)
- Andy Taylor - Baterie (Akeldama)
- Matthew Feinman - Keyboard

## Discografie
- Nightmare Fest (Demo, 2006)
- Akeldama (Sumerian Records, 2006)
- Planetary Duality (Sumerian Records 2008)
- Autotheism (Sumerian Records 2012)